# Bitva u Megida (1918)
Bitva u Megida bylo střetnutí v rámci bojů první světové války, které se odehrálo mezi Osmanskou říší podporovanou Německým císařstvím a spojenými britskými a francouzskými silami, na jejichž straně bojovali i arabští vbouřenci pod vedením prince Fajsala. K bitvě došlo jižně od starověkého sídla Megido od 19. do 25. září 1918. Silnějším vojskům Dohody pod velením generála Allenbyho se podařilo Osmany a Němce drtivě porazit, čímž se definitivně zhroutily obranné pozice Ústředních mocností na syrsko-palestinské frontě a Dohodě se otevřela cesta na osmanská centra Dar'á, Damašek a Aleppo. Představitelé Osmanské říše kapitulovali před Dohodou 30. října, kdy podepsali Mudroské příměří.